# В'єдма (озеро)
Озеро В'є́дма (ісп. Lago Viedma) — льодовикове озеро, розташоване в південній Патагонії біля кордону Аргентини і Чилі. Живиться в основному через льодовик В'єдма, язик якого знаходиться на західному березі озера і має ширину 5 км. Переважання коричневих кольорів у забарвленні ландшафту і відсутність зелені пояснюється процесом промивання крутих схилів долин льодом льодовиків.
З озера В'єдма витікає річка Ла-Леона, яка впадає в озеро Архентіно і тече далі до Атлантичного океану під назвою Ріо-Санта-Крус.
Хоча велика частина озера знаходиться на території Аргентини, його західний берег доходить до Південного Патагонського льодовикового поля, де положення кордону з Чилі залишається спірним.
Озеро В'єдма входить до складу національного парку Лос-Гласьярес.
Назване на честь Франсіско де В'єдми-і-Нарваеса.
| Аргентина | Це незавершена стаття з географії Аргентини. Ви можете допомогти проєкту, виправивши або дописавши її. |